# Didymoglossum ballardianum
Didymoglossum ballardianum är en hinnbräkenväxtart som först beskrevs av Arthur Hugh Garfit Alston och som fick sitt nu gällande namn av Jacobus Petrus Roux.
Didymoglossum ballardianum ingår i släktet Didymoglossum och familjen Hymenophyllaceae. Inga underarter finns listade i Catalogue of Life.